# Угандийский референдум по многопартийности (2000)
Угандийский референдум по многопартийности проходил 29 июня 2000 года. Избиратели должны были ответить на вопрос «Какую политическую систему Вы хотите принять: Движение или Многопартийность».
В результате 90,7 % избирателей высказалось в пользу системы «беспартийного» Движения. Явка составила 51,1 %. Следующий референдум по многопартийной системе, прошедший в 2005 году, привёл к обратному результату и восстановил многопартийность.

## Результаты
| Выбор                                | Голоса    | %    |
| ------------------------------------ | --------- | ---- |
| Движение                             | 4 322 901 | 90,7 |
| Многопартийность                     | 442 843   | 9,3  |
| Недействительных/пустых бюллетеней   | 148 800   | -    |
| Всего                                | 4 914 524 | 100  |
| Зарегистрированных избирателей/Явка  | 6 392 867 | 98,3 |
| Источник: African Elections Database |           |      |